# Luminanzometro
Il luminanzometro è uno strumento che consente di misurare la luminanza. Il luminanzometro è in grado di focalizzare la luce proveniente da un angolo solido a sezione circolare o rettangolare su di un elemento fotosensibile. L'elemento fotosensibile è normalmente connesso a un apparato elettronico in grado di restituire un valore di luminanza espresso in candele/metri quadrati oppure foot-candle. Il luminanzometro normalmente è composto da un obiettivo con dispositivo di messa a fuoco, l'apparato sensibile, la parte elettronica dotata di un display di interfaccia e un mirino attraverso cui si individua l'area di misurazione della luminanza.
La qualità del luminanzometro è data principalmente dai seguenti parametri: precisione di lettura, portata (range) di luminanza e numero di angoli di lettura.
Classificazione secondo la norma UNI10380:
- Classe A limite di incertezza minore al 7,5% (misure di precisione)
- Classe B limite di incertezza minore al 10% (misure su impianti)
- Classe C limite di incertezza minore al 20% (misure orientative).